# W●RK/2◯45
『W●RK/2◯45』（ワーク/トゥーオーフォーファイブ）は常田大希が主宰する音楽プロジェクト・millennium paradeの4枚目のシングル。2023年5月17日にアリオラジャパンから発売された。

## 背景
2023年2月26日に、賀来ゆうじ原作によるTVアニメ「地獄楽」が、4月1日23時にテレビ東京系列で放送開始となることが決定された。併せてオープニングテーマ情報、PV第2弾が公開された。
4月1日にテレビ東京系で放送スタートするテレビアニメ「地獄楽」のオープニング主題歌として書き下ろされた楽曲。 アニメの初回放送に先駆けて楽曲の先行配信が開始するとともに、描き下ろしの歌詞カードも公開された。
W●RKのタイアップで常田は『実は遡る事2019年ごろから彼女とは目的無くユル～く一緒に曲を作りはじめていたのですが、特に世に発表する訳でもなく（今回の主題歌とは別の曲）、時を経て2023年、「地獄楽」チームからお話をいただきまして、こりゃあ二人にピッタリの機会じゃないかと思い、改めて林檎さんをお誘いしまして、新たに曲を書き下ろす運びとなりました。素敵な機会をありがとう「地獄楽」！どえらい渾身の自信作になりましたので皆様に聴いていただくのがとても楽しみです。』とコメントした。
「2◯45」は2019年頃に制作が始まり常田が作曲、椎名が作詞・歌唱で参加、コラボレーション楽曲である。

## 概要
アートワークは常田と椎名に共通する象徴的な拡声器をモチーフとしており、ジャケットと背面ジャケットが対のデザインになっている。リリースの発表と同時に、CDの予約受付もスタート。店舗別特典の絵柄は近日公開される予定。
初回限定盤には2021年に東京・東京ガーデンシアターで行われたワンマンライブ「millennium parade Live 2021 “THE MILLENNIUM PARADE”」が全編収録された特典Blu-rayが付属する。

## 収録内容

### CD
| #  | タイトル | 作詞               | 作曲     | 編曲 | 時間 |
| -- | -------- | ------------------ | -------- | ---- | ---- |
| 1. | 「W●RK」 | 常田大希・椎名林檎 | 常田大希 |      | 3:21 |
| 2. | 「2◯45」 | 椎名林檎           | 常田大希 |      | 3:41 |

### 初回限定盤付属Blu-ray
millennium parade Live 2021 “THE MILLENNIUM PARADE” at　TOKYO GARDEN THEATER
1. NEHAN
2. Fly with me
3. Bon Dance
4. SNIP
5. Veil
6. www
7. Stay!!!
8. Philip
9. Dark
10. Slumberland
11. Trepanation
12. Plankton
13. lost and found
14. Fireworks and flying sparks
15. FAMILIA
16. U
17. matsuri no ato
18. 2992
19. Call me

## ミュージックビデオ

### 制作背景（MV）
「Ｗ●ＲＫ」のミュージックビデオ（MV）が、2023年4月15日午後8時にYouTubeプレミア公開された。
　MVでは、millennium paradeと椎名林檎が総出演。ｍillennium paradeが実写で出演するMVは、今作が初となる。
　椎名林檎作品ではおなじみ、millennium parade作品では初めて監督を務める児玉裕一氏は「この集団は数多の熱狂を巻き込んで巨大な渦をつくっていくのだな、と撮影しながらゾクゾクしました。その渦の中心で繰り広げられるバッチバチでアチアチのフュージョンをぜひご覧ください」とアピールしている。

## クレジット
| Music（#1） - Music:常田大希 - Lyrics:椎名林檎、常田大希 - Vocals:椎名林檎、常田大希 - Guitar&All Programming:常田大希 - Horn arrange& Trumpet, : MELRAW - Organ& Synthesizer:宮川純 - Synthesizer:江崎文武 - Bass:新井和輝 - Drums:勢喜遊 |
| Music（#2） - Music:常田大希 - Lyrics:椎名林檎 - Vocals:椎名林檎 - All Programming:常田大希 - English Translator:Robbie Clark - Keyboards:宮川純 - Bass:新井和輝 - Drums:勢喜遊 - Vocal Recorded:井上雨迩                                  |

## 受賞
- MTV Video Music Awards Japan 「Best Collaboration Video -Japan-」（2023年）[14]